# Albéric Schotte
Pour les articles homonymes, voir Schotte.
Albéric Schotte (dit Briek Schotte), né le 7 septembre 1919 à Caeneghem et mort le 4 avril 2004 à Courtrai, est un coureur cycliste belge.

## Biographie

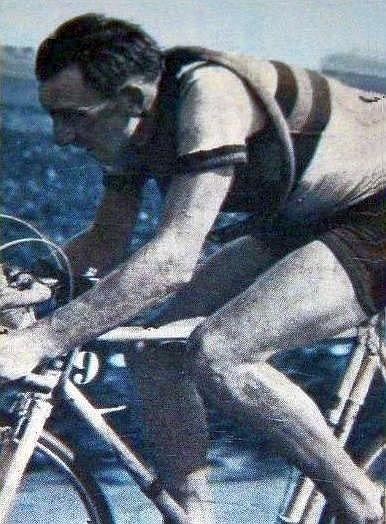
Briek Schotte, champion du monde en 1950.

Briek Schotte est surnommé L'Homme de Fer. Professionnel de 1940 à 1959, il s'impose sur le Championnat du monde sur route à deux reprises en 1948 et 1950 et remporte de très nombreuses classiques. Il termine également deuxième du Tour de France en 1948, après avoir remporté une étape sur l'édition 1947. 
Au terme de sa carrière de coureur, il devient directeur sportif et dirige avec Jean de Gribaldy plusieurs équipes : Flandria, Sem-France Loire et Skil.
Briek Schotte est décédé le 4 avril 2004, ce jour-là, le Tour des Flandres lui a rendu hommage par la diffusion d'un message sur écran géant au moment du passage des coureurs dans le vieux Quaremont et par une minute de silence au moment du podium. Le Grand Prix Briek Schotte est organisé en son honneur chaque année.

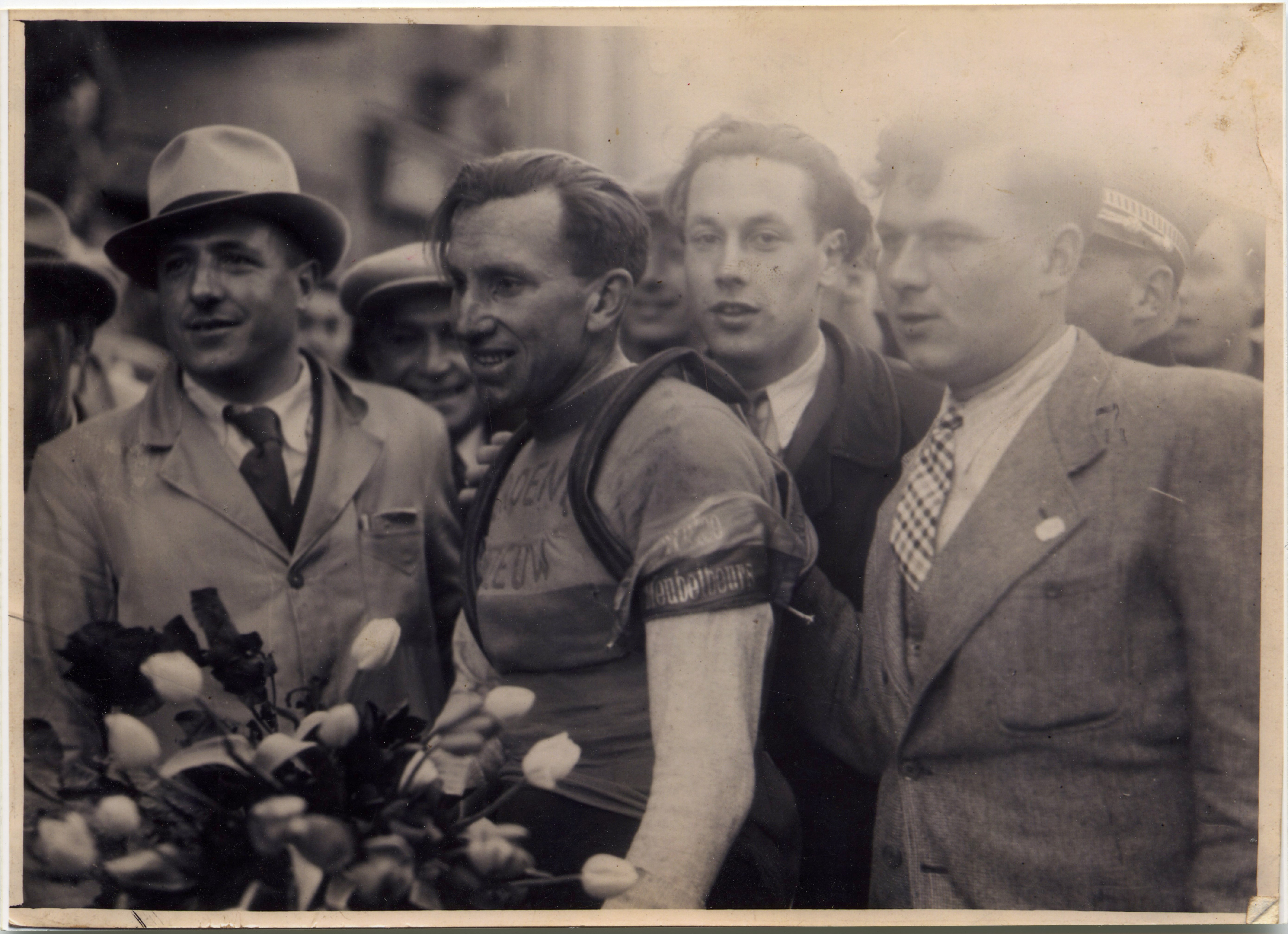
Briek Schotte gagne la première etappe de À travers la Belgique 1946 (collection KOERS. Musée de la Course Cycliste)

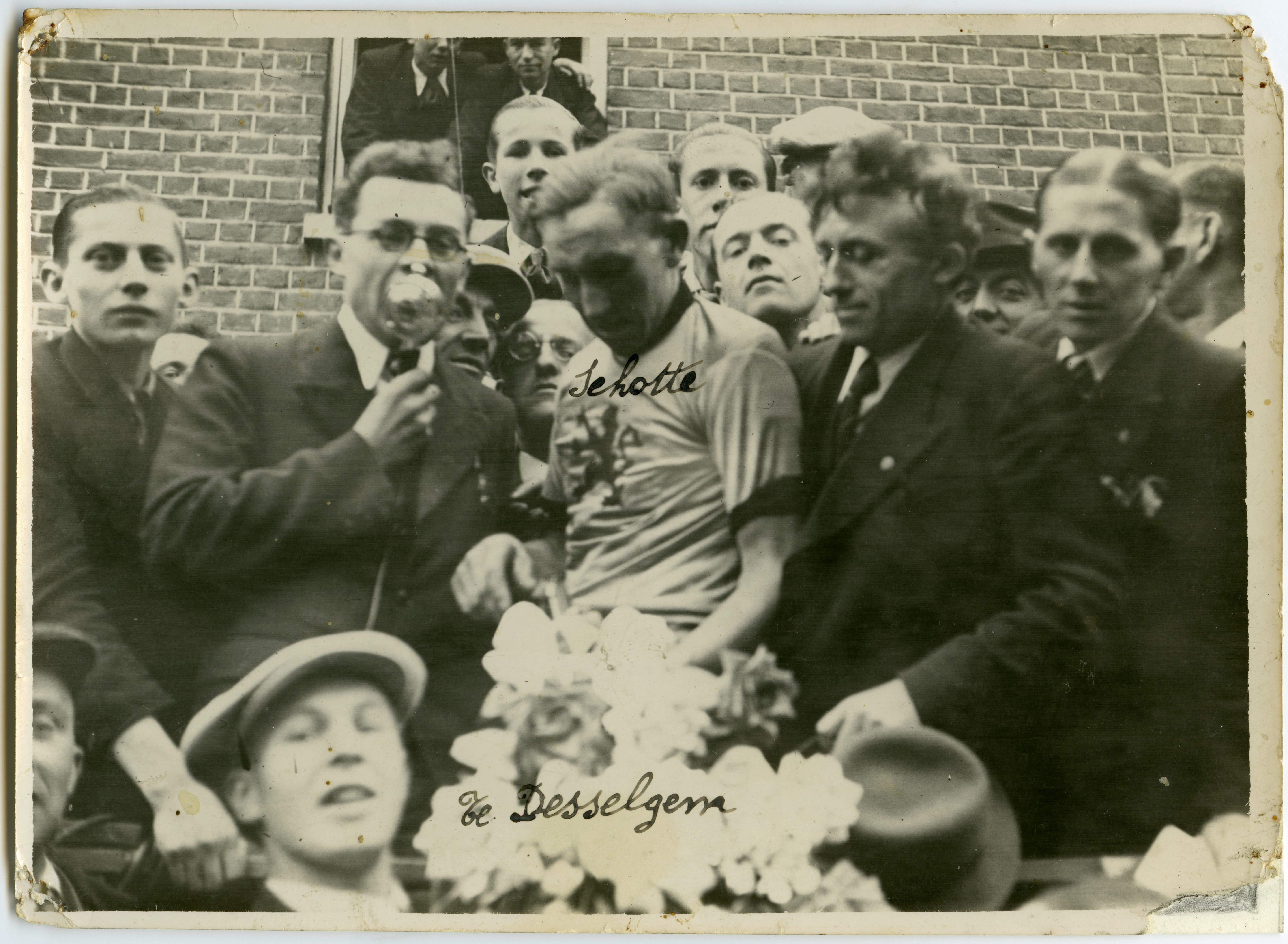
Briek Schotte après sa victoire pendant Championnat des Flandres 1941 à Desselgem (collection KOERS. Musée de la Course Cycliste)

## Palmarès
- 1939
  - Champion du Limbourg
  - Champion de Flandre-Occidentale
  - Circuit de l'Ouest[1]
  - 2e du Tour des Flandres amateurs
- 1940
  - Ransart-Beaumont-Ransart
  - 3e du Tour des Flandres
- 1941
  - Championnat des Flandres
  - 2e du Grand Prix du 1er mai
  - 3e du Grand Prix de la ville de Zottegem
- 1942
  - Tour des Flandres
  - 3e du Circuit des régions flamandes
- 1943
  - 3e de la Flèche Française (contre-la-montre par équipes)
  - 4e de Liège-Bastogne-Liège
  - 8e de Paris-Roubaix
- 1944
  - 2e du Tour des Flandres
  - 2e de la Flèche wallonne
- 1945
  - Grand Prix Jules Lowie
  - Tielt-Anvers-Tielt
  - 2e de Bruxelles-Everbecq
  - 2e du Circuit de Paris
  - 2e de Bruxelles-Ingooigem
  - 2e d'À travers la Belgique
  - 2e de la Gullegem Koerse
  - 3e du Circuit de la Capitale
  - 3e d'À travers Paris
  - 3e de Bruxelles-Saint-Trond
  - 4e de la Flèche wallonne
- 1946
  -  Champion de Belgique des clubs
  - Circuit des régions flamandes
  - 1re étape d'À travers la Belgique
  - Paris-Bruxelles
  - Paris-Tours
  - Tour de Luxembourg :
    - Classement général
    - 1re et 2e étapes

  - Circuit Mandel-Lys-Escaut
  - 2e du championnat de Belgique sur route
  - 2e de Bruxelles-Ingooigem
  - 2e de la Gullegem Koerse
  - 3e d'À travers la Belgique
  - 3e du Tour des Flandres
  - 3e du Grand Prix Jules Lowie
  - 8e de Paris-Nice
- 1947
  -  Champion de Belgique des clubs
  - Paris-Tours
  - 21e étape du Tour de France
  - 3e du Grand Prix de la ville de Vilvorde
  - 5e de Paris-Roubaix
  - 7e du Tour de Lombardie
- 1948
  - Challenge Desgrange-Colombo
  -  Champion du monde sur route
  - Tour des Flandres
  - 2e de la Flèche wallonne
  - 2e du championnat de Belgique sur route
  - 2e du Tour de France
  - 7e de Paris-Tours
  - 8e de Bordeaux-Paris
- 1949
  - Grand Prix de la ville de Vilvorde
  - 3e du Tour des Flandres
  - 4e du championnat du monde sur route
- 1950
  -  Champion du monde sur route
  - Gand-Wevelgem
  - 5e étape du Tour des Pays-Bas
  - 2e du Tour des Flandres
  - 2e du championnat de Belgique sur route
  - 2e de la Gullegem Koerse
  - 3e du Circuit Het Volk
  - 4e de Liège-Bastogne-Liège
  - 4e du Challenge Desgrange-Colombo
- 1951
  - Circuit des cinq collines
  - 3e de Bruxelles-Izegem
- 1952
  - Circuit des monts du sud-ouest
  - Paris-Bruxelles
  - 2e de Paris-Tours
  - 3e du Tour des Flandres
  - 4e du Challenge Desgrange-Colombo
- 1953
  - À travers la Belgique :
    - Classement général
    - 2eb étape

  - Anvers-Liège-Anvers
  - 2e de Paris-Bruxelles
  - 2e du Tour de Belgique
  - 8e de Liège-Bastogne-Liège
- 1954
  - Circuit des Trois Provinces (Avelgem)
  - Championnat des Flandres
  - 2e d'À travers la Belgique
  - 2e du Circuit Mandel-Lys-Escaut
  - 4e de Paris-Tours
- 1955
  - Gand-Wevelgem
  - À travers la Belgique :
    - Classement général
    - 2eb étape

  - Grand Prix de l'Escaut
  - 2e de la Nokere Koerse
  - 2e de Paris-Limoges
  - 10e de Paris-Bruxelles
- 1956
  - Grand Prix Bali :
    - Classement général
    - 1re étape

  - 2eb étape des Trois Jours d'Anvers (contre-la-montre par équipes)
  - 2e du Circuit Het Volk
  - 3e de Kuurne-Bruxelles-Kuurne
  - 8e du Tour des Flandres
  - 8e de Paris-Bruxelles
- 1957
  -  Champion de Belgique des clubs
  - 3e du Circuit des régions frontalières
- 1958
  -  Champion de Belgique des clubs
  - 1re étape des Trois Jours d'Anvers (contre-la-montre par équipes)
  - 2e du Grand Prix de la Banque
  - 3e du Grand Prix E3
- 1959
  - 3e d'À travers la Belgique
  - 3e du Grand Prix de Saint-Omer

## Résultats sur les grands tours

### Tour de France
4 participations
- 1947 : 13e, vainqueur de la 21e étape
- 1948 : 2e
- 1949 : 33e
- 1950 : 22e

### Tour d'Italie
1 participation
- 1951 : abandon (5e étape)

## Distinctions
En 2002, Briek Schotte fait partie des coureurs retenus dans le Hall of Fame de l'Union cycliste internationale.
- Trophée Edmond Gentil (1948)
- Trophée national du Mérite Sportif (1950)[3]